# Cosne-Cours-sur-Loire
Cosne-Cours-sur-Loire är en kommun i departementet Nièvre i regionen Bourgogne-Franche-Comté i de centrala delarna av Frankrike. Kommunen är chef-lieu över 2 kantoner som tillhör arrondissementet Cosne-Cours-sur-Loire. År 2022 hade Cosne-Cours-sur-Loire 9 786 invånare.

## Befolkningsutveckling
Antalet invånare i kommunen Cosne-Cours-sur-Loire
| Referens: INSEE |